# Kebontelukdalam
Kebontelukdalam is een bestuurslaag in het regentschap Gresik van de provincie Oost-Java, Indonesië. Kebontelukdalam telt 3381 inwoners (volkstelling 2010).